# Olle Orrje
Per Olov Gustav (Olle) Orrje, född 7 april 1937 i Kristianstad i Kristianstads län, är en svensk författare, jazzmusiker och ingenjör.

## Biografi
Orrje, som är uppvuxen i Stockholm, har sedan tidigt 1950-tal varit verksam som jazzmusiker. Hans huvudinstrument var trombon och han har också lett flera orkestrar, däribland Olle Orrjes Jazzband.
Orrje studerade vid Stockholms högskola och tog senare civilingenjörsexamen vid Kungliga Tekniska högskolan. Han drev, tillsammans med sin far, ingenjörsfirman Alfred Orrje AB.
Han debuterade som författare 1975 med den på Bo Cavefors bokförlag utgivna Tjuvstart, vilken följdes av romanen Frasgördeln (1976) och diktsamlingen Stjärnspjället (1979). Under 1980-talet bytte han till Albert Bonniers Förlag och gav där ut diktsamlingarna Prosa från Zinkensdamm (1984), Klartecken (1987) och Grus (1989). Under 1980-talet var han även vikarierande professor på KTH under ett par år.
På 1990-talet fortsatte Orrje sin författarbana och gav där ut ytterligare diktsamlingar: Sommar i september (1991), Förövningar till landsomfattande vårväder (1993), Ett hav av himmel (1996) och Då skuggan vilar (1999). Orrjes musikaliska bana fortsatte också alltjämt och han uppträdde som bluespianist och sångare.
År 2002 utkom diktsamlingen Tomhänt, följd av Smekningar längs bergväggen (2005) och Avstamp i det blå (2009).

### Fotnoter
1. 1 2 3 4 5  ”Olle Orrje”. Albert Bonniers Förlag. https://www.albertbonniersforlag.se/forfattare/5420/olle-orrje/. Läst 17 maj 2012.
2. ↑  ”Per Olov Gustav Orrje”. Ratsit. https://www.ratsit.se/19370407-Per_Olov_Gustav_Orrje_Bromma/MvDq8EWpgrYZZY9F5qcZUm73f8FF1OjW58cYXX7JmG0. Läst 2 september 2024.
3. 1 2 3  ”Olle Orrje”. Libris.kb.se. http://libris.kb.se/hitlist?f=simp&q=olle+orrje&r=&m=10&s=rc&t=v&d=libris&p=1. Läst 17 maj 2012.